# Dendrobium pensile
Dendrobium pensile är en orkidéart som beskrevs av Henry Nicholas Ridley. Dendrobium pensile ingår i släktet Dendrobium, och familjen orkidéer. Inga underarter finns listade i Catalogue of Life.